# White Diamond
White Diamond: A Personal Portrait of Kylie Minogue è un documentario del 2007 prodotto e diretto da William Baker. Il film è stato girato tra l'Agosto del 2006 e Marzo 2007 in Australia e Regno Unito seguendo l'attrice e cantante australiana Kylie Minogue prima e durante il Showgirl Tour, originariamente abbandonato a metà nel 2005, a Sydney, quando le è stato diagnosticato un tumore al seno. Accanto al film/documentario vi è allegato il DVD dello Showgirl: Homecoming Tour  registrato a Melbourne.
La prima del film è stata a Londra il 16 ottobre 2007, a cui hanno partecipato ospiti tra cui Rupert Everett. In Australia la première c'è stata il 19 ottobre dello stesso anno. In Italia il film è uscito in DVD una settimana dopo la data ufficiale, a causa di problemi di distribuzione dell'etichetta EMI, non ha ricevuto riscontri in classifica pur avendo ottenuto considerazione mediatica.

## Trama del film/documentario
Il documentario narra le vicende della cantante, dalla diagnosi del tumore al seno fino al ritorno sulle scene con il suo Showgirl: Homecoming Tour Tour. È la prima volta in cui la cantante parla approfonditamente della vicenda di salute che l'aveva coinvolta. Il film/documentario è un tributo ai fan che volevano saperne di più sui fatti accaduti, sul ritiro dalle scene e del suo ritorno. È diviso in capitoli con alcune dediche, come quella alla sorella minore Dannii Minogue. Kylie ringrazia la sorella duettando con lei Kids (originariamente cantata con Robbie Williams).
Poi la cantante risponde a quesiti sul suo celere ritorno. Incontra poi un gruppo di piccole fan malate. È anche sottolineata la forte amicizia che lega William Baker a Kylie, che per lei ha montato e diretto questo film.

### Tracce
| 1.             | "I'm a Diamond for You"                                   | 4:30   |
| 2.             | "First Day of School"                                     | 4:36   |
| 3.             | "I Couldn't Go Back There"                                | 2:08   |
| 4.             | "People I Work With... Become My Family"                  | 4:46   |
| 5.             | "Every Aspect of What I Do Involves Artistry"             | 2:39   |
| 6.             | "I Have Loved Dressing Up and Fashion Since I Was Little" | 4:23   |
| 7.             | "Bring On Australia"                                      | 4:22   |
| 8.             | "The World Stopped Spinning"                              | 8:13   |
| 9.             | "That's Chanel Couture You're Snipping"                   | 11:04  |
| 10.            | "A Friend is Coming to Sing with Me Tonight"              | 6:17   |
| 11.            | "What is It About Goodie Bags?"                           | 3:25   |
| 12.            | "I'm Going Into My Other World"                           | 7:04   |
| 13.            | "It's Groundhog Day"                                      | 9:20   |
| 14.            | "My Body Was a Battleground"                              | 5:54   |
| 15.            | "You Are There"                                           | 9:37   |
| 16.            | "Somewhere Over The Rainbow"                              | 6:58   |
| 17.            | "I'm Really Proud of This Year"                           | 4:59   |
| 18.            | "I Hate to Let You All Down"                              | 5:59   |
| 19.            | "I Don't See Why I Should Stop Now"                       | 9:38   |
| 20.            | "Diamonds Are a Girl's Best Friend / Credits"             | 2:59   |
| Durata totale: | Durata totale:                                            | 118:52 |

#### Contenuti extra
1. Kids (featuring Dannii Minogue)

## Showgirl - Homecoming Tour
Il cofanetto di White Diamond: A Personal Portrait of Kylie Minogue include oltre al documentario, un secondo DVD contenente la registrazione integrale dello Showgirl: Homecoming Tour, registrato a Melbourne l'11 dicembre 2006. Del concerto di Sydney è stato invece realizzato l'album live del tour, dal titolo: Showgirl Homecoming Live. 

### Tracce
1. Overture
2. Better the Devil You Know
3. In Your Eyes
4. White Diamond
5. On a Night like This
6. Shocked / What Do I Have to Do?
7. Spinning Around
8. Confide in Me
9. Cowboy Style / Finer Feelings
10. Too Far
11. Butterfly
12. Red Blooded Woman / Where The Wild Roses Grow
13. Slow
14. Kids (featuring Bono)
15. Somewhere Over the Rainbow
16. Come into My World
17. Chocolate
18. I Believe in You
19. Dreams (Impossible Princess)
20. Burning Up / Vogue
21. The Loco-Motion
22. I Should Be So Lucky
23. Hand on Your Heart
24. Can't Get You out of My Head
25. Light Years / Turn It into Love
26. Especially for You
27. Love at First Sight
28. Credits

#### Contenuti extra -Showgirl Live fromEarls Court Exhibition CentreRe-Edit
1. In Denial
2. Je ne sais pas pourquoi
3. Confide in Me
4. Please Stay
5. Your Disco Needs You

#### Contenuti extra - ROM Section
1. Weblinks
2. Screensaver
3. Wallpapers
4. Photo gallery

## Colonna sonora
| Canzone                           | Cantante                         | Scrittore                                                                                     |
| --------------------------------- | -------------------------------- | --------------------------------------------------------------------------------------------- |
| White Diamond                     | Kylie Minogue                    | Kylie Minogue, Scissor Sisters                                                                |
| Finer Feelings                    | Kylie Minogue                    | Mike Stock e Pete Waterman                                                                    |
| Sometime Samurai                  | Towa Tei and Kylie Minogue       | Towa Tei e Kylie Minogue                                                                      |
| Tears                             | Kylie Minogue                    | Kylie Minogue                                                                                 |
| I Believe in You                  | Kylie Minogue                    | Kylie Minogue, Scissor Sisters                                                                |
| Burning Up                        | Kylie Minogue                    | Greg Fitzgerald e Tom Nicholls                                                                |
| Vogue                             | Kylie Minogue                    | Madonna e Pettibone                                                                           |
| Being Boring                      | Pet Shop Boys                    | Neil Tennant e Chris Lowe                                                                     |
| Rent                              | Liza Minnelli                    | Neil Tennant e Chris Lowe                                                                     |
| Lovesong                          | The Cure                         | Robert Smith, Simon Gallup, Porl Thomson, Boris Williams, Laurence Tolhurst e Roger O'Donnell |
| Made In Heaven                    | Kylie Minogue                    | Mike Stock, Matt Aitken e Pete Waterman                                                       |
| Kids                              | Kylie Minogue and Bono           | Robbie Williams e Guy Chambers                                                                |
| Losing My Mind                    | Liza Minnelli                    | Stephen Sondheim                                                                              |
| Try Your Wings                    | Kylie Minogue                    | Michael Preston Barr e Dion McGregor                                                          |
| Je t'aime... moi non plus         | Kylie Minogue                    | Serge Gainsbourg                                                                              |
| Dreams                            | Kylie Minogue                    | Kylie Minogue                                                                                 |
| Can't Get You Out of My Head      | Kylie Minogue and José González  | Cathy Dennis e Rob Davis                                                                      |
| You Are There                     | Kylie Minogue and Steve Anderson | Dave Frishberg e Johnny Mandel                                                                |
| Somewhere Over the Rainbow        | Kylie Minogue                    | Harold Arlen e E.Y. Harburg                                                                   |
| Come into My World                | Kylie Minogue                    | Cathy Dennis e Rob Davis                                                                      |
| Alone Again                       | Kylie Minogue                    | Madonna e Rick Nowels                                                                         |
| Light Years                       | Kylie Minogue                    | Kylie Minogue, Julian Gallagher eRichard Stannard                                             |
| Turn It into Love                 | Kylie Minogue                    | Mike Stock, Matt Aitken e Pete Waterman                                                       |
| Diamonds Are a Girl's Best Friend | Kylie Minogue                    | Leo Robin e Jule Styne                                                                        |

## Classifiche DVD
| Classifica (2007)Le classifiche e le vendite di Kylie per l'era X - Kylie Minogue Fanbase | Posizione | Vendite |
| ----------------------------------------------------------------------------------------- | --------- | ------- |
| Inghilterra DVD Chart                                                                     | 3         | 27.000+ |
| Grecia DVD Chart                                                                          | 3         |         |
| Mexico DVD Chart                                                                          | 3         |         |
| Spagna DVD Chart                                                                          | 17        | 5.000+  |